# 藍頓國際
藍頓國際有限公司，簡稱藍頓國際（英語：LANDUNE INTERNATIONAL LIMITED，港交所除牌時0245.HK），在2004年6月16日，由星港地產投資有限公司更名而來。
業務當時經營在香港投資物業，以及經營保健品，當時總部位於福建福州市，由於中華人民共和國政府問題，在2006年12月22日，把中國七星購物有限公司上市，開始專注家庭電視購物平台業務。

## 連結
- Sevenstar.hk （页面存档备份，存于）